# Energy TV
Energy TV war ein privater Schweizer Fernsehsender, der Musikvideos mit wenig Werbeunterbrechungen sendete. Die Station startete Anfang 2013 und wurde anfangs exklusiv bei Swisscom TV, danach per Internet und Smartphone-Apps verbreitet. Sie richtet sich an das junge und urbane Publikum in der Schweiz. Energy TV strahlt ebenfalls die Events der Energy-Radiosender in der Schweiz aus. Dazu gehören beispielsweise die Energy Fashion Night, die Energy Live Sessions oder das Grossevent Energy Stars For Free. Die Station soll durch das Publikum interaktiv mitgestaltet werden.
Bis März 2013 lief bei der Swisscom auf dem TV-Sendeplatz von Energy TV eine Logoanimation mit Musik von Radio Energy.
Dann  wurden nonstop Musikvideos unterteilt in diverse Sendungen übertragen. Im September 2020 stellte der Anbieter seinen Betrieb über Swisscom TV ein.
So ist der Anbieter nur mehr über die Energy Radio-App und die Energy-Homepage zu empfangen.

## Sendungen
Im Programm von Energy TV befinden sich zurzeit folgende Sendungen (Auszug):
- III (3 Videos – 1 Artist): Drei Musikvideos vom selben Künstler/derselben Band
- 5 am Stück & Best Of Energy Channels: 5 Musikvideos zu einem bestimmten Thema
- Afterhours: Musikvideomix (abends)
- Album Hits: Die Musikvideos der Albumcharts
- Cool Britannia: Musikvideos aus Grossbritannien
- Euro Hot 30: Die 30 meistgespielten Songs der Energy Radiostationen in Europa
- Hit Music only!: Nur Hit-Musikvideos
- Nightshift: Musikvideomix (über nachts)
- Office Hours: Musikvideomix (morgens/mittags/nachmittags)
- Partyzone: Dancetracks und Discosounds
- Smooth R&B: Sendung mit Musikvideos aus dem Genre R&B/Soul
- UK Charts: Die aktuellen Charts aus Grossbritannien (Big Top 40)
- US Hits: Musikvideos aus den US-Billboard-Charts
- Wake Up!: Musikvideomix (morgens)
- Web Charts: Die im Web am meisten angeklickten Musikvideos